# 彼得啟示錄
彼得啟示錄是公元2世纪早期基督教文献、启示文学作品。它是现存最早详细描写基督教对天堂和地狱的作品。《彼得启示录》受到犹太启示文学和希腊化时期希腊哲学的影响。该文本现存两个不同的版本，一个较短的希腊语版本，一个较长的埃塞俄比亚语版本，二者均基于已佚失的通用希腊语原文。《彼得啟示錄》在穆拉多利残篇中被列为正典，但该残篇作者也对该书表示了质疑。《彼得啟示錄》在通用希腊语的罗马帝国东部十分流行，极大地影响了《保罗启示录》，它对地狱和最后的审判的描写在中世纪拉丁基督教世界广泛传播，并成为但丁创作《神曲》的主要灵感来源。